# 李卫华 (1958年)
李卫华（1958年10月—），男，汉族，安徽萧县人，中华人民共和国政治人物，曾任全国工商联常委、安徽省工商联主席，第十一届、第十二届全国政协委员。

## 生平
1991年6月加入中国民主促进会。2008年，当选第十一届全国政协常务委员，代表中华全国工商业联合会，分入第二十一组。2018年2月24日，当选为第十三届全国人大代表。